# 8. Biathlon-Weltcup 2019/20 (Kontiolahti)
Der 8. Biathlon-Weltcup der Saison 2019/20 fand im finnischen Kontiolahti statt. Das Kontiolahden ampumahiihtokeskus, in dem die Wettbewerbe stattfanden, war zuvor letztmals in der Saison 2017/18 Gastgeber von Wettkämpfen auf Weltcupniveau. Ausgetragen wurden die Wettbewerbe in diesem Jahr zwischen dem 12. und 15. März 2020.

## Wettkampfprogramm
| Datum       | Frauen    | Frauen                                       | Männer                                       | Männer                                       |
| ----------- | --------- | -------------------------------------------- | -------------------------------------------- | -------------------------------------------- |
| Do, 12.3.20 |           |                                              | 15:30 Uhr                                    | Sprint (10 km)                               |
| Fr, 13.3.20 | 15:30 Uhr | Sprint (7,5 km)                              |                                              |                                              |
| Sa, 14.3.20 | 15:45 Uhr | Verfolgung (10 km)                           | 13:45 Uhr                                    | Verfolgung (12,5 km)                         |
| So, 15.3.20 | 13:20 Uhr | Single-Mixed Staffel (2 × 6 km + 2 × 7,5 km) | Single-Mixed Staffel (2 × 6 km + 2 × 7,5 km) | Single-Mixed Staffel (2 × 6 km + 2 × 7,5 km) |
| So, 15.3.20 | 15:15 Uhr | Mixed-Staffel (4 × 7,5 km)                   | Mixed-Staffel (4 × 7,5 km)                   | Mixed-Staffel (4 × 7,5 km)                   |

## Teilnehmende Nationen
| - Belgien - Bulgarien - Deutschland - Estland - Finnland - Frankreich - Griechenland - Italien - Japan - Kanada - Kasachstan | - Kroatien - Lettland - Litauen - Norwegen - Österreich - Polen - Rumänien - Russland - Schweden - Schweiz | - Serbien - Slowakei - Slowenien - Südkorea - Tschechien - Ukraine - Vereinigtes Königreich - ( Vereinigte Staaten) 1 - Volksrepublik China - Belarus |

## Ausgangslage
Aufgrund der COVID-19-Pandemie zogen die US-Amerikaner ihre Athleten bereits vor dem ersten Start zurück und flogen zurück in die USA. Auch die Mannschaft aus Österreich trat vorzeitig die Heimreise an, „um die Maßnahmen der österreichischen Bundesregierung umzusetzen“, wie ÖSV-Präsident Peter Schröcksnadel bekannt gab.
Für die Wettbewerbe in Kontiolahti waren ursprünglich Zuschauer vorgesehen und keine „Geisterrennen“ wie in der Vorwoche in Nové Město. Allerdings wurde kurz vor dem Herrensprint, der den Auftakt zum Weltcupwochenende bildete, bekannt, dass die Wettbewerbe nun doch unter Ausschluss der Öffentlichkeit stattfinden sollten. Zu diesem Zeitpunkt befanden sich bereits Zuschauer auf dem Weg in Richtung des Kontiolahden ampumahiihtokeskus, diese mussten aber aufgrund der Anordnung umkehren und sich auf den Weg nach Hause begeben.
Außerdem wurde im Vorfeld der Wettkämpfe bekannt, dass diese die letzten der Saison seien, da der letzte Weltcup in Oslo bereits aufgrund der COVID-19-Pandemie abgesagt worden war. Dies bedeutete, dass die Entscheidungen im Gesamtweltcup und in den Disziplinenwertungen somit bereits in Kontiolahti fallen würden.

## Ergebnisse
| 8. Weltcup in Kontiolahti, 12. März bis 15. März 2020 | 8. Weltcup in Kontiolahti, 12. März bis 15. März 2020 | 8. Weltcup in Kontiolahti, 12. März bis 15. März 2020 | 8. Weltcup in Kontiolahti, 12. März bis 15. März 2020 | 8. Weltcup in Kontiolahti, 12. März bis 15. März 2020 |
| ----------------------------------------------------- | ----------------------------------------------------- | ----------------------------------------------------- | ----------------------------------------------------- | ----------------------------------------------------- |
| Datum                                                 | Disziplin                                             | Erster Platz                                          | Zweiter Platz                                         | Dritter Platz                                         |
| 12. März 2020 (Do.)                                   | Sprint (10 km)                                        | Johannes Thingnes Bø                                  | Martin Fourcade                                       | Émilien Jacquelin                                     |
| 13. März 2020 (Fr.)                                   | Sprint (7,5 km)                                       | Denise Herrmann                                       | Franziska Preuß                                       | Tiril Eckhoff                                         |
| 14. März 2020 (Sa.)                                   | Verfolgung (12,5 km)                                  | Martin Fourcade                                       | Quentin Fillon Maillet                                | Émilien Jacquelin                                     |
| 14. März 2020 (Sa.)                                   | Verfolgung (10 km)                                    | Julia Simon                                           | Selina Gasparin                                       | Lisa Vittozzi                                         |
| 15. März 2020 (So.)                                   | Single-Mixed-Staffel (2 × 6 km + 2 × 7,5 km)          | Aufgrund der COVID-19-Pandemie abgesagt.              | Aufgrund der COVID-19-Pandemie abgesagt.              | Aufgrund der COVID-19-Pandemie abgesagt.              |
| 15. März 2020 (So.)                                   | Mixed-Staffel (4 × 7,5 km)                            | Aufgrund der COVID-19-Pandemie abgesagt.              | Aufgrund der COVID-19-Pandemie abgesagt.              | Aufgrund der COVID-19-Pandemie abgesagt.              |

## Verlauf

### Sprint

#### Männer
Start: Donnerstag, 12. März 2020, 15:30 Uhr
| Platz | Sportler                   | Zeit    | Schießfehler |
| ----- | -------------------------- | ------- | ------------ |
| 1     | Johannes Thingnes Bø       | 22:27,8 | 0+0          |
| 2     | Martin Fourcade            | +21,1   | 0+0          |
| 3     | Émilien Jacquelin          | +22,3   | 0+0          |
| 4     | Vetle Sjåstad Christiansen | +30,6   | 0+0          |
| 5     | Tarjei Bø                  | +34,0   | 0+0          |
| 6     | Benedikt Doll              | +34,1   | 0+1          |
| 7     | Quentin Fillon Maillet     | +39,7   | 0+0          |
| 8     | Simon Desthieux            | +40,8   | 0+0          |
| 9     | Arnd Peiffer               | +48,4   | 0+0          |
| 10    | Sturla Holm Lægreid        | +51,9   | 0+0          |

Gemeldet: 104 Athleten, nicht am Start: 4, disqualifiziert: 1
Wieder einmal gewann Johannes Thingnes Bø ein Rennen. Der Norweger gewann vier der acht Sprintrennen. Nach einer fehlerfreien Schießleistung und der schnellsten Laufleistung aller Teilnehmer lag der Norweger rund 20 Sekunden vor den Franzosen Martin Fourcade und Émilien Jacquelin, die auf den Plätzen zwei und drei folgten. Der einzige Athlet, der einen Fehler schoss und trotzdem in die Top 10 laufen konnte, war Benedikt Doll. Beim Stehenschießen ließ er eine Scheibe stehen, doch die drittbeste Laufzeit der Athleten ermöglichte ihm dieses Ergebnis. Struma Holm Lægreid konnte durch seinen 10. Rang erstmals in seiner Karriere einen Platz unter den besten Zehn erreichen und das bei seinem erst dritten Einsatz auf Weltcupniveau. Auch der beste Österreicher Felix Leitner (13.) blieb am Schießstand fehlerfrei. Hingegen mussten Lukas Hofer (2 Fehler/24.) als bester Italiener und Jeremy Finello (1 Fehler/37.) als bester Schweizer jeweils Fehler in Kauf nehmen.

#### Frauen
Start: Freitag, 13. März 2020, 15:30 Uhr
| Platz | Sportler                   | Zeit    | Schießfehler |
| ----- | -------------------------- | ------- | ------------ |
| 1     | Denise Herrmann            | 20:00,5 | 0+1          |
| 2     | Franziska Preuß            | +20,1   | 1+0          |
| 3     | Tiril Eckhoff              | +32,3   | 1+1          |
| 4     | Lisa Vittozzi              | +37,1   | 0+1          |
| 5     | Markéta Davidová           | +42,5   | 0+1          |
| 6     | Monika Hojnisz-Staręga     | +47,3   | 0+0          |
| 7     | Larissa Kuklina            | +47,9   | 0+0          |
| 8     | Chloé Chevalier            | +51,5   | 1+0          |
| 9     | Ingrid Landmark Tandrevold | +52,6   | 1+0          |
| 10    | Selina Gasparin            | +55,2   | 1+1          |

Gemeldet: 97 Athletinnen, nicht am Start: 2

Wie auch schon beim Sprint in der Vorwoche in Nové Město konnte erneut Denise Herrmann gewinnen. Sowohl in Kontiolahti als auch in Nové Město startete sie mit einer sehr niedrigen Startnummer und kam als Allererste ins Ziel. Folglich musste Herrmann lange auf die Ergebnisse der anderen Athletinnen warten, aber keine konnte die Bestmarke von Herrmann erreichen. Ihrer Zeit am nächsten kam mit Franziska Preuß, die Zweite wurde und somit für einen deutschen Doppelsieg sorgte. Auf Rang drei erreichte Tiril Eckhoff das Ziel. Damit holte die Norwegerin vor dem letzten Rennen der Saison weitere Punkte auf die Gesamtweltcupführende Dorothea Wierer auf, die lediglich 19. wurde. Christina Rieder erreichte mit dem 34. Platz das beste Resultat einer Österreicherin. 

### Verfolgung

#### Männer
Start: Samstag, 14. März 2020, 13:45 Uhr
| Platz | Sportler                   | Zeit    | Schießfehler |
| ----- | -------------------------- | ------- | ------------ |
| 1     | Martin Fourcade            | 31:25,4 | 0+0+1+2      |
| 2     | Quentin Fillon Maillet     | +2,9    | 1+0+0+1      |
| 3     | Émilien Jacquelin          | +4,5    | 0+0+1+3      |
| 4     | Johannes Thingnes Bø       | +8,3    | 0+1+3+0      |
| 5     | Arnd Peiffer               | +14,1   | 0+0+1+2      |
| 6     | Erlend Bjøntegaard         | +15,6   | 0+0+0+0      |
| 7     | Alexander Loginow          | +24,0   | 1+0+1+0      |
| 8     | Martin Ponsiluoma          | +29,8   | 1+0+0+1      |
| 9     | Vetle Sjåstad Christiansen | +36,5   | 0+3+0+0      |
| 10    | Lukas Hofer                | +42,0   | 0+1+1+1      |

Gemeldet: 60 Athleten, nicht am Start: 5, nicht beendet: 1
Martin Fourcade, der siebenmalige Gesamtweltcupsieger, gab am Abend zuvor bekannt seine aktive Karriere zu beenden. Auf den Tag genau vor 10 Jahren, am 14. März 2010, gewann Fourcade seinen allererstes Weltcuprennen. Auch damals handelte es sich um eine Verfolgung in Kontiolahti. Mit seinem Sieg schließt sich also ein Kreis. Der Franzose, der sieben Mal den Gesamtweltcup, fünf Mal olympischen Gold gewann und zuvor insgesamt 78 Weltcuprennen für sich entscheiden konnte, schaffte auch bei seinem letzten Karrierestart einen Sieg, sodass er in seiner Karriere 79 Siege einfahren konnte. Auf dem Podium landeten neben Fourcade seinen beiden Landsleute Quentin Fillon Maillet und Émilien Jacquelin. Letzterer konnte sich durch den dritten Platz die kleine Kristallkugel in der Verfolgung sichern. Johannes Thingnes Bø reichte der vierte Platz um noch im letzten Rennen der Saison an Martin Fourcade im Gesamtweltcup vorbeizuziehen und diesen zu gewinnen. Auch Arnd Peiffer zeigte sich glücklich über den fünften Rang zum Abschluss der Saison. Aufgrund der COVID-19-Pandemie befand sich die Mannschaft aus Österreich bereits auf dem Heimweg. Als einziger Schweizer erreichte Martin Jäger das Ziel und zwar als 42.

#### Frauen
Start: Samstag, 14. März 2020, 15:45 Uhr
| Platz | Sportler               | Zeit    | Schießfehler |
| ----- | ---------------------- | ------- | ------------ |
| 1     | Julia Simon            | 30:43,5 | 0+1+1+0      |
| 2     | Selina Gasparin        | +17,3   | 1+2+1+0      |
| 3     | Lisa Vittozzi          | +20,9   | 1+1+1+1      |
| 4     | Kaisa Mäkäräinen       | +28,2   | 1+1+2+0      |
| 5     | Monika Hojnisz-Staręga | +39,8   | 1+0+0+1      |
| 6     | Mona Brorsson          | +42,8   | 0+0+0+1      |
| 7     | Johanna Skottheim      | +44,4   | 0+0+0+1      |
| 8     | Markéta Davidová       | +50,8   | 1+0+3+1      |
| 9     | Franziska Preuß        | +56,7   | 0+4+1+0      |
| 10    | Tiril Eckhoff          | +57,2   | 2+1+0+3      |

Gemeldet: 60 Athletinnen, nicht am Start: 6
Auch das letzte Rennen der Saison bei den Damen gewann eine Athletin aus Frankreich, nachdem zuvor bei den Herren mit Martin Fourcade ein Franzose gewinnen konnte. Während es für Fourcade der letzte Erfolg seiner Karriere war, gewann Julia Simon erstmals ein Weltcuprennen. Auf Platz zwei folgte Selina Gasparin, die erstmals in dieser Saison auf dem Podest stand. Für Lisa Vittozzi war es der zweite Podestplatz der Saison. Mit Kaisa Mäkäräinen beendete auch bei den Damen ihre Karriere. Auch sie gewann mehrfach den Gesamtweltcup und zahlreiche Rennen. Zum Abschluss ihrer Karriere verbesserte sich die 37-Jährige von Platz 18 auf den 4. Rang in ihrem Heimatland Finnland, allerdings ohne Zuschauer. Die Gewinnerin des Sprint Denise Herrmann schoss acht Fehler und fiel auf den 16. Platz zurück. Die Österreicherinnen gingen, wie auch ihre männlichen Landsleute, nicht an den Start, da sie sich im Zuge der COVID-19-Pandemie auf den Heimweg gemacht hatten.

### Single-Mixed-Staffel und Mixed-Staffel
Zum Abschluss der Wettkämpfe in Kontiolahti war ursprünglich geplant noch eine Single-Mixed-Staffel und eine Mixed-Staffel durchzuführen. Allerdings sagte die IBU die Wettkämpfe im Zuge der COVID-19-Pandemie ab, um den Athleten eine geordnete Heimreise zu ermöglichen. Somit handelte es sich bei den Verfolgungsrennen um die letzten der Saison, da auch der gesamte Weltcup in Oslo abgesagt wurde.

## Auswirkungen

### Auf den Gesamtweltcup
Im Kampf um den Gesamtweltcup entwickelte sich bis zum letzten Rennen ein knappes Duell. Am Ende lag Martin Fourcade mit 54 Punkten vor seinem Verfolger aus Norwegen. Allerdings wurden, aufgrund von Streichresultaten, Fourcade 56 Punkte abgezogen, sodass er hinter Bø zurückfiel. Dieser hatte hingegen keine Streichergebnisse, da er aufgrund seiner „Babypause“ im Januar bereits für vier Rennen ausgesetzt hatte.
Auch bei den Frauen wurde der Gesamtweltcup erst im letzten Rennen entschieden. Dorothea Wierer und ihre Verfolgerin Tiril Eckhoff lieferten sich virtuell ein enges Duell um den Gesamtweltcupsieg, bei dem Eckhoff zwischenzeitlich sogar vorne lag. Doch beim letzten Schießen verschoss die Norwegerin gleich dreimal, sodass sie gemeinsam mit Wierer auf die Schlussrunde ging. Obwohl sie hinter Eckhoff ins Ziel kam, konnte Wierer ihren Punktevorsprung, auch nach dem Abzug der Streichergebnisse, verteidigen und sich somit zum zweiten Mal in Folge die große Kristallkugel sichern.
| Rang | Name                       | Punkte | Siege | Verän- derung |
| ---- | -------------------------- | ------ | ----- | ------------- |
| 1    | Johannes Thingnes Bø       | 913    | 10    |               |
| 2    | Martin Fourcade            | 911    | 7     |               |
| 3    | Quentin Fillon Maillet     | 843    | 1     |               |
| 4    | Tarjei Bø                  | 740    |       |               |
| 5    | Émilien Jacquelin          | 726    | 1     |               |
| 6    | Simon Desthieux            | 672    |       |               |
| 7    | Alexander Loginow          | 629    | 1     |               |
| 8    | Benedikt Doll              | 613    | 1     |               |
| 9    | Johannes Dale              | 576    |       |               |
| 10   | Vetle Sjåstad Christiansen | 566    |       |               |

| Rang | Name                       | Punkte | Siege | Verän- derung |
| ---- | -------------------------- | ------ | ----- | ------------- |
| 1    | Dorothea Wierer            | 793    | 4     |               |
| 2    | Tiril Eckhoff              | 786    | 7     |               |
| 3    | Denise Herrmann            | 745    | 3     |               |
| 4    | Hanna Öberg                | 741    | 1     |               |
| 5    | Marte Olsbu Røiseland      | 597    | 3     |               |
| 6    | Franziska Preuß            | 573    |       |               |
| 7    | Ingrid Landmark Tandrevold | 554    |       |               |
| 8    | Julia Simon                | 551    | 1     |               |
| 9    | Justine Braisaz            | 547    | 1     |               |
| 10   | Lisa Vittozzi              | 528    |       |               |

### Auf die Disziplinenwertungen
Da es sich bei den Rennen um Kontiolahti um die letzten der Saison handelte entschieden sich auch, wer die kleinen Kristallkugeln in den Disziplinenwertungen gewinnen würde. In der Sprintwertung setzten sich Martin Fourcade und Denise Herrmann durch, die beide jeweils zwei der acht Sprintrennen gewinnen konnten. Im Verfolgungsweltcup konnte sich bei den Männern Émilien Jacquelin (auch Weltmeister in dieser Disziplin) erstmals in seiner Karriere eine Disziplinenwertung gewinnen. Auch für Tiril Eckhoff, die die erfolgreichste Verfolgerin in dieser Saison war, war es der erste Gewinn einer kleinen Kristallkugel.

## Debütanten
Folgende Athleten nahmen zum ersten Mal an einem Biathlon-Weltcup teil. Dabei kann es sich sowohl um Individualrennen, aber auch um Staffelrennen handeln.
| Männer | Frauen           |
| ------ | ---------------- |
|        | Stefanie Scherer |